# خوسه ماریا ریواس
خوسه ماریا ریواس (اسپانیایی: José María Rivas‎; ۱۲ مهٔ ۱۹۵۸ – ۹ ژانویهٔ ۲۰۱۶) بازیکن فوتبال اهل السالوادور بود.
وی همچنین در تیم ملی فوتبال السالوادور بازی کرده‌است.